# حبيل جبر الشرقية (حبيل جبر)

تعديل مصدري - تعديل

حبيل جبر الشرقية هي إحدى قرى عزلة حبيل جبر بمديرية حبيل جبر التابعة لمحافظة لحج، بلغ تعداد سكانها 312 نسمة حسب تعداد اليمن لعام 2004.